# Rebecca Silva
Rebecca Cavalcante Barbosa da Silva (Fortaleza, 23 april 1993), spelersnaam Rebecca, is een Braziliaans beachvolleybalster.

## Carrière
Rebecca werd in 2010 aan de zijde van Juliana Simões vierde bij de wereldkampioenschappen onder de negentien in Porto. Het jaar daarop eindigde ze met Carolina Horta als negende bij de WK onder 21 in Halifax en bij de daaropvolgende editie won ze met Drussyla Costa zilver. Van 2013 tot en met 2016 vormde ze een duo met Liliane Maestrini. In 2014 debuteerde Rebecca in São Paulo in de FIVB World Tour en behaalde ze in Paraná haar eerste podiumplaats. Het tweetal was verder vooral actief in de nationale en continentale competitie. In 2016 eindigden ze bij het FIVB-toernooi in Fortaleza als derde. Aan het eind van het seizoen speelde ze daarnaast een paar wedstrijden met onder meer Elize Maia en Juliana Felisberta da Silva.
Van 2017 tot en met 2021 vormde Rebecca een team met Ana Patrícia Silva Ramos. Het eerste jaar speelden ze voornamelijk in de Braziliaanse competitie. Het daaropvolgende seizoen namen ze deel aan drie FIVB-toernooien met een negende plaats in Espinho als beste resultaat. In het seizoen 2018/19 deed het tweetal mee aan veertien reguliere toernooien in de World Tour. Ze boekten drie overwinningen (Qinzhou, Den Haag en Xiamen), behaalden twee tweede plaatsen (Yangzhou en Ostrava) en eindigden driemaal als derde (Jinjiang, Gstaad en Espinho). Daarnaast namen ze deel aan de WK in Hamburg. Rebecca en Ana Patrícia bereikten de achtste finale waar ze werden uitgeschakeld door het Zwitserse duo Nina Betschart en Tanja Hüberli. Ze sloten het seizoen af met een derde plaats bij de World Tour Finals in Rome. Bovendien won het tweetal in maart 2019 de gouden medaille bij de Zuid-Amerikaanse Strandspelen in Rosario. 
In 2021 namen ze in aanloop naar de Spelen deel aan vier internationale toernooien waarbij ze een tweede plaats (Gstaad) en twee vijfde plaatsen (Doha en Cancun) behaalden. Bij het olympisch beachvolleybaltoernooi in Tokio bereikten ze de kwartfinale waar ze werden uitgeschakeld door het Zwitserse tweetal Anouk Vergé-Dépré en Joana Heidrich. Na afloop van de Spelen wisselde Rebecca van partner naar Talita Antunes da Rocha. In november eindigde het nieuwe duo als vijfde bij het toernooi van Itapema. Het daaropvolgende seizoen waren ze actief op vijf reguliere toernooien in de Beach Pro Tour – de opvolger van de World Tour. Ze behaalden daarbij onder meer een tweede plaats in Ostrava en een derde plaats in Rosarito. Bij de WK in Rome bereikten Rebecca en Talita de achtste finale die verloren werd van het Canadese duo Sarah Pavan en Melissa Humana-Paredes.

## Palmares
Kampioenschappen
- 2012:  WK U21
- 2019: 9e WK
- 2021: 5e OS
- 2022: 9e WK

FIVB World Tour
- 2014:  Paraná Open
- 2016:  Fortaleza Open
- 2018:  3* Qinzhou
- 2018:  4* Yangzhou

- 2019:  4* Den Haag
- 2019:  4* Xiamen
- 2019:  4* Jinjiang
- 2019:  4* Ostrava
- 2019:  5* Gstaad

- 2019:  4* Espinho
- 2019:  World Tour Finals Rome
- 2021:  4* Gstaad
- 2022:  Elite 16 Rosarito
- 2022:  Elite 16 Ostrava